# Lee Haney
Lee Haney (Spartanburg, Carolina del Sur; 11 de noviembre de 1959) es un exculturista estadounidense conocido por haber ostentado el título de Mr. Olympia 8 ocasiones distintas, desde 1984 a 1991, igualado 14 años después por Ronnie Coleman, quien ostentó el título entre 1998 y 2005.

## Datos personales
Tiene un programa en la Trinity Broadcasting Network llamado "TotaLee Fit with Lee Haney" en el cual da clases sobre la importancia del crecimiento espiritual y físico en las personas. Vive en Fayette y tiene dos niños. Está graduado en la Universidad Metodista de Spartanburg en la especialidad de psicología.
Debutó profesionalmente en el Grand Prix de Inglaterra en 1983, ese mismo año ganó una prueba del Grand Prix y el Night of Champions, además de ser tercero en el Mr. Olympia. El año 1984 ganó por primera vez el Mr. Olympia y todos los ocho años siguientes hasta 1991, momento en que se retira una vez superado el récord de Arnold Schwarzenegger de siete títulos.

## Medidas
- Estatura: 1’ 6” / 50 cm.
- Peso final de temporada: 260 lbs / 120 kg.
- Peso en competición: 250 lbs / 111 kg.
- Medida de brazos: 51 cm / 23.4 pulgadas
- Cuádriceps: 65.7 cm / 60.2 pulgadas
- Pantorrillas: 48.8 cm
- Espaldas / pose de expansión de dorsales entre 120/ 149.7 , depende de mucho por la variación del pesaje que dio Haneey en la competición y exigencia.[11]

## Títulos de culturismo
- 1979 Teen Mr. America
- 1979 Teen Mr. America Tall, 1º
- 1982 Junior Nationals Heavyweight & Overall, 1º
- 1982 Nationals Heavyweight & Overall, 1º
- 1982 World Amateur Championships Heavyweight, 1º
- 1983 Grand Prix Inglaterra, 2º
- 1983 Grand Prix Las Vegas, 1º
- 1983 Grand Prix Suecia, 2º
- 1983 Grand Prix Suiza, 3º
- 1983 Night of Champions, 1º
- 1983 Mr. Olympia, 3º
- 1983 World Pro Championships, 3º
- 1984 Mr. Olympia, 1º
- 1985 Mr. Olympia, 1º
- 1986 Mr. Olympia, 1º
- 1987 Mr. Olympia, 1º
- 1987 Grand Prix Germany (II), 1º
- 1988 Mr. Olympia, 1º
- 1989 Mr. Olympia, 1º
- 1990 Mr. Olympia, 1º
- 1991 Mr. Olympia, 1º